# 希卜里瑪諸
希卜里瑪諸（拉阿魯哇語：Hlipurimacu），是台灣拉阿魯哇族神話中的一名神祇，負責守衛部落的後門，後來因為跟前門神阿伊薩烏朗亞夏（Avisavulangahla）打賭而死。

## 職責
希卜里瑪諸是部落的守護神之一，負責看守部落的後門，據說他的法力跟阿伊薩烏朗亞夏一樣強大，但因為阿伊薩烏朗亞夏曾多次抵擋進犯的外族、且希卜里瑪諸喜歡捉弄別人，所以大家比較喜歡阿伊薩烏朗亞夏。

## 傳說
有一天，希卜里瑪諸終於受不了族人的差別對待而去找阿伊薩烏朗亞夏抱怨，阿伊薩烏朗亞夏便跟他打賭，只要希卜里瑪諸能夠接到自己丟出來的巨石便換祂守前門，希卜里瑪諸答應了，阿伊薩烏朗亞夏便上山去舉起一顆大石頭丟下去，希卜里瑪諸立刻接住，還把石頭丟回去，阿伊薩烏朗亞夏又找了一棵被太陽曬得非常燙、表面甚至有點融化的石頭（一說祂用自己的神力將其加熱）丟下去，不知情的希卜里瑪諸接到後，身體整個黏在融化的石頭表面上，當場慘死。
後續
希卜里瑪諸死後，祂身體的樣子就被印在石頭上，據說位於南橫公路大門後上方平臺上的巨石就是那顆燒死祂的石頭，雖然現在上面的印記已經風化消失，但當地多位族人的耆老都表示1950年代時還是看得到上面的人印。